# Laces
Laces (Latsch in tedesco) è un comune italiano di 5 282 abitanti della provincia autonoma di Bolzano in Trentino-Alto Adige. È inoltre un comune mercato.

## Geografia fisica
Il centro abitato è situato a 25 km da Merano ed è attraversato dal fiume Adige. A sud s'innalzano le Alpi dell'Ortles, a nord svettano le Alpi Venoste. Una parte del territorio comunale è inclusa nel Parco Nazionale dello Stelvio. Il punto più alto del territorio comunale, con i suoi 3257 m s.l.m., è la Cima Hasenöhrl.
La posizione del paese, stretto tra due alte catene montuose, rende il clima più secco della media regionale (circa 500 mm annui di precipitazioni rispetto ai 900 mm di Innsbruck) e consente di beneficiare di un maggior numero di ore di sole giornaliere rispetto alla media dell'intero arco alpino.
Nella zona pedemontana, di minore altitudine, si trovano il centro del paese e le frazioni di Coldrano (Goldrain) e Morter; ad una quota maggiore, su un cono morenico, si estende la frazione di Tarres (Tarsch). Il punto più elevato soggetto ad insediamento umano è la frazione di San Martino al Monte (St. Martin am Vorberg o St. Martin am Kofel), sita ad un'altitudine di 1740 m e collegata alla valle raggiungibile dalla funivia di San Martino.

## Origini del nome
Il toponimo è attestato dal 1185 come Lacis, nel 1209 come Laez, nel 1280 e nel 1290 come Laze; deriva probabilmente dal fitonimo tedesco Latsche ("pino mugo"), a sua volta derivato dal latino laqueus ("laccio").
La forma italianizzata "Laces", che è un sostantivo plurale, si trova già in antiche fonti d'archivio.

## Storia
Laces era un centro abitato d'importanza notevole già nel XIII secolo, essendo un frequentato luogo di transito per i viaggiatori diretti in Austria; intorno alla località Morter, del resto, ruota buona parte della storia dell'intera Val Martello.
Il 22 maggio 1499 la zona fu devastata dagli svizzeri nel corso della battaglia della Calva, che vide le truppe elvetiche fronteggiare quelle asburgiche tra le località di Laudes (in tedesco Laatsch, attualmente frazione di Malles Venosta), San Benedetto (oggi Nauders) e Tubre in Val Monastero. Lo scontro fu decisivo per giungere alla conclusione della Guerra d'Engadina, che vedeva opporsi il potere imperiale austriaco al potere vescovile dei confederati elvetici. Le truppe contavano circa 8.000 uomini per schieramento, in buona parte contadini venostani (quindi appartenenti a uno stesso popolo, ma costretti a combattere l'uno contro l'altro, in una tragica conseguenza della divisione della valle fra i diversi potentati). L'esercito dei confederati elaborò un piano strategico che colse di sorpresa gli avversari, condannandoli alla sconfitta. Il piano prevedeva l'accerchiamento delle truppe nemiche durante la notte: pertanto 2.000 svizzeri risalirono verso Castel Rotund a Tubre, per poi dividersi in due tronconi e proseguire fino a riunirsi alle spalle degli imperiali. Gli unici ad accorgersi della manovra furono gli uomini di Ulrich von Halsberg, un nobile che si trovava accampato con i suoi nei pressi di Malles. Pare che egli tuttavia interpretò erroneamente questi spostamenti, scambiando i soldati in movimento per truppe amiche di rinforzo; tuttavia il suo mancato intervento nella battaglia susseguente induce a ritenere che egli avesse in realtà capito che cosa stava accadendo e che, essendosi reso conto che la manovra svizzera sarebbe risultata vincente, non si fosse mosso. Completata la manovra, i confederati diedero il segnale per l'attacco appiccando il fuoco ad alcuni covoni di fieno: gli austriaci vennero così assaliti in quel di Calva sia frontalmente che alle spalle. La battaglia fu lunga e sanguinosa: mentre, come già accenato, la parte della cavalleria agli ordini di Ulrich von Halsberg rimaneva estranea al combattimento, i contadini si scontrarono ferocemente. A questo punto, una parte degli arruolati della val Venosta, che stava combattendo contro la propria stessa gente, si rese probabilmente conto dell'inutilità del sacrificio e si ritirò, lasciando così campo libero ai confederati. Si contarono comunque circa 4.000 morti per parte. Dopo la vittoria, i confederati svizzeri continuarono ad accanirsi contro gli sconfitti, dando alle fiamme i villaggi e perpetrando saccheggi (fenomeno che continuò anche successivamente) a spese della popolazione inerme.
La mattina del 12 aprile 2010 presso Laces si verificò un grave incidente ferroviario: una frana investì un convoglio della ferrovia della Val Venosta, facendolo precipitare in un dirupo e provocando la morte di nove persone.

### Simboli
La nobile famiglia degli Annenberg, estintasi nel 1694, aveva la sua residenza nel castello di Laces fin dal 1312 ed era strettamente legata alla ricca storia del paese e lo stemma di questa famiglia fu quindi adottato dal Comune di Laces e riconosciuto con decreto del capo del governo del 10 aprile 1930.
Essendo stato accertato che esistevano diverse versioni in circolazione dello stemma, il Comune di Laces ha ritienuto opportuno approvarne la forma ufficiale con delibera n° 48 del 28 novembre 2022.

## Monumenti e luoghi d'interesse

### Architetture religiose

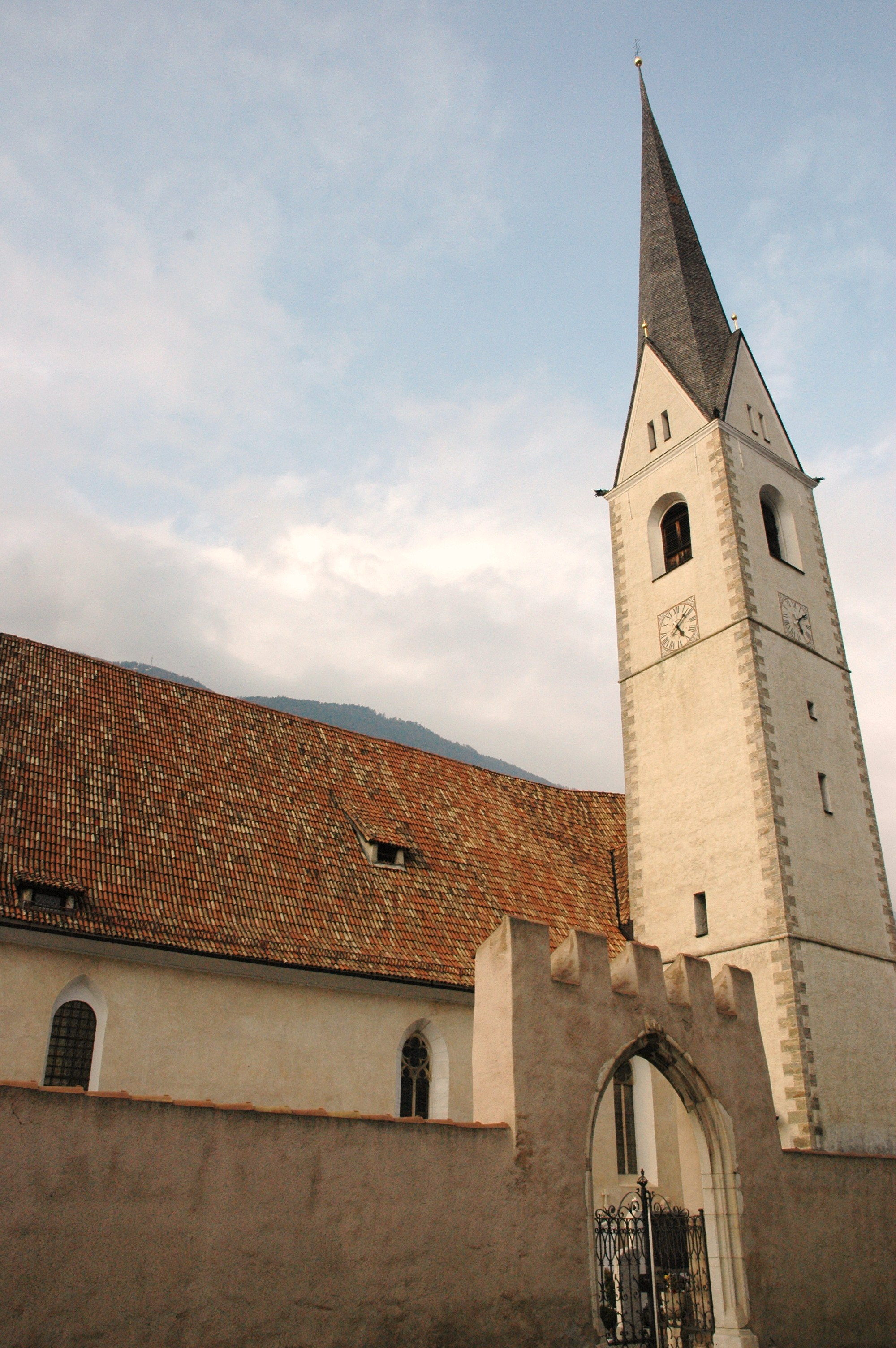
Chiesa parrocchiale

- Chiesa dei Santi Pietro e Paolo Apostoli, parrocchiale del XVI secolo, con navate poligonali che sorreggono volte in stile gotico
- Chiesa di San Michele Arcangelo, nella frazione di Tarres (Tarsch)
- Chiesa di San Dionisio, nella frazione di Morter
- Chiesa di San Lucio, nella frazione di Coldrano
- Parrocchiale di Santa Maria, con torre campanaria in stile romanico
- Chiesa dell'Ospedale, edificata nel 1334
- Chiesa di San Nicolò, sconsacrata,  con poderoso campanile romanico
- Parrocchiale di Sant'Anna, eretta nel XVI secolo
- Parrocchiale di San Vigilio, del 1080
- Chiesa di San Carpoforo, con campanile in stile romanico-longobardo, anteriore al 1214 a Tarres (Tarsch)

### Architetture civili
A Laces si trova la Villa Mühlrain, costruita nel Cinquecento, con esterni in stile barocco.

### Architetture militari
Altre architetture militari degne di menzione sono:
- Castello di Coldrano - Schloss Goldrain: castello rinascimentale dell'XVI secolo, già proprietà dei conti Hendl, è stato poi acquisito dal comune, che lo ha trasformato in centro culturale. Settimanalmente si organizzano visite guidate.
- Castel Annenberg - Schloss Annenberg
- i ruderi del Castel Montani di Sopra - Burg Obermontani - e del Castel Montani di Sotto - Burg Untermontani - sopra la frazione di Morter

## Società

### Ripartizione linguistica
La sua popolazione è in maggioranza germanofona:
| %      | Ripartizione linguistica (gruppi principali) |
| ------ | -------------------------------------------- |
| 86,55% | madrelingua tedesca                          |
| 13,38% | madrelingua italiana                         |
| 0,06%  | madrelingua ladina                           |

### Evoluzione demografica
Abitanti censiti

## Infrastrutture e trasporti

### Ferrovie
Il paese è servito dalla stazione di Laces, la frazione di Coldrano anche dalla stazione di Coldrano-Martello, entrambe facenti parte della ferrovia della Val Venosta (che collega Merano a Malles Venosta).

## Amministrazione
| Periodo | Periodo | Primo cittadino   | Partito | Carica      | Note                        |
| ------- | ------- | ----------------- | ------- | ----------- | --------------------------- |
| 1995    | 2000    | Markus Pircher    | SVP     | Sindaco     |                             |
| 2005    | 2013    | Karl Weiss        | SVP     | Sindaco     | Deceduto in carica          |
| 2013    | 2014    | Johann Mitterer   | SVP     | Vicesindaco | Facente funzioni di sindaco |
| 2014    | 2020    | Helmut Fischer    | SVP     | Sindaco     |                             |
| 2020    |         | Mauro Dalla Barba | SVP     | Sindaco     |                             |

## Sport
Laces è sede della squadra di hockey su ghiaccio AHC Vinschgau - Val Venosta.